# 肘原えるぼ
肘原 えるぼ（ひじはら えるぼ、1995年8月12日 - ）は日本の女性漫画家。

## 来歴
- 2014年 第12回クラウン新人漫画賞(審査員:中村尚儁、『運命の神様』)で準入選。[1]その後、「ジャンプスクエア」2014年5月号にて掲載。デビュー作となる。
- 同年 『ヴァニタスパレット』を「ジャンプスクエア」2014年11月号に掲載。
- 2015年 『絶望のトリガー』(センターカラー)を「ジャンプスクエアCROWN」に掲載。[2]
- 2016年 『マンガの極意!』コーナー内で星野桂にインタビューを行う。
- 同年 『36.5℃の掌』(センターカラー)を「ジャンプスクエア」2016年7月号に掲載。
- 2017年 『ふたりぼっち戦争』を「ジャンプスクエア」2017年7月号より連載開始。
- 2018年 『ふたりぼっち戦争』が「ジャンプスクエア」2018年5月号にて連載終了。
- 同年 『HUNGER』を「ジャンプスクエア RISE」2018AUTUMNに掲載。[3][4]

## 人物
- 自身のTwitterにイラストの掲載も行っている。
- 名前の由来は「えるぼ」はただ単に響きが好きだったから。「肘原」は苗字が欲しいと5分くらいで考えた為、特に意味は無い。[5]
- 兵庫県出身だったが引っ越して現在は東京在住。[6]
- 好きな漫画に『D.Gray-man』、『暗殺教室』、『聲の形』、『バクマン。』を挙げ、好きな作家に荒川弘、岸本斉史、星野桂を挙げている。[7]
- 好きな作家として挙げた星野桂にインタビューしたこともある。[8]また、この縁もあってか星野が『ふたりぼっち戦争』第1巻の帯に推薦コメントを寄せている。[9]
- 京都精華大学マンガ学部に在籍していた。[10]

## 作品

### 連載
- 『ふたりぼっち戦争』（『ジャンプスクエア』2017年7月号 - 2018年6月号）〈単行本·全3巻〉
- 『バブル』（『少年ジャンプ+』2022年4月22日 - 2022年5月28日、原作：バブル製作委員会）

### 読切
- 『運命の神様』（『ジャンプスクエア』2014年5月号）
- 『ヴァニタスパレット』（『ジャンプスクエア』2014年11月号）
- 『絶望のトリガー』（『ジャンプスクエアCROWN』）
- 『36.5℃の掌』（『ジャンプスクエア』2016年7月号）
- 『HUNGER』（『ジャンプスクエアRISE』2018年AUTUMN）

### その他
- 『ジャンプSQ.若手作家が聞く「マンガの極意!」ゲスト:星野桂』 (初出:ジャンプスクエア 2018年5月号) - 星野桂へのインタビュー企画。〈ジャンプスクエア公式ホームページにて公開、『D.Gray-man 公式ファンブック灰色ノ記録』に収録〉
- 『迷宮教室』シリーズ（著：あいはらしゅう、集英社みらい文庫、2020年4月 - 2024年1月）（全11巻） - イラスト担当